# Meridiano 167 W
O meridiano 167 W é um meridiano que, partindo do Polo Norte, atravessa o Oceano Ártico, América do Norte, Oceano Pacífico, Oceano Antártico, Antártida e chega ao Polo Sul. Forma um círculo máximo com o Meridiano 13 E.
Começando no Polo Norte, o meridiano 167º Oeste tem os seguintes cruzamentos:
| País, território ou mar | Notas                                                    |
| ----------------------- | -------------------------------------------------------- |
| Oceano Ártico           |                                                          |
| Mar de Chukchi          | Passa a oeste do Cabo Point Hope, Alasca, Estados Unidos |
| Mar de Bering           |                                                          |
| Estados Unidos          | Península de Seward, Alasca                              |
| Mar de Bering           |                                                          |
| Estados Unidos          | Ilha Nunivak, Alasca                                     |
| Mar de Bering           |                                                          |
| Estados Unidos          | Ilha Unalaska, Alasca                                    |
| Oceano Pacífico         |                                                          |
| Oceano Antártico        |                                                          |
| Antártida               | Dependência de Ross, reivindicada pela Nova Zelândia     |